# Julius Schrader
Julius Schrader (Berlino, 16 giugno 1815 – Lichterfelde, 16 febbraio 1900) è stato un pittore tedesco.

## Biografia
Studiò all'Accademia delle arti di Berlino e a Düsseldorf, dove ebbe come insegnante Friedrich Wilhelm Schadow (1837-1845). In seguito viaggiò in Italia, Inghilterra, Paesi Bassi e Belgio. In quest'ultimo paese fu particolarmente influenzato dai coloristi Louis Gallait e Édouard de Bièfve. Nel 1851 diventò professore all'Accademia delle arti di Berlino.

## Opere
Tra le sue tele sono da ricordare:
- La resa di Calais a Edoardo III (1847);
- Federico il Grande dopo la battaglia di Kolín (1849);
- Morte di Leonardo da Vinci (1851);
- Milton e le sue figlie (1855);
- Cromwell al letto di morte di sua figlia (1859).

Nella pittura murale eseguì gli affreschi I primi dodici monarchi cristiani nella Cappella Reale di Berlino, e Consacrazione della chiesa di Santa Sofia a Costantinopoli nel Neues Museum di Berlino.
Tra i ritratti quelli di Alexander von Humboldt e di Leopold von Ranke.